# Phytobia ipeii
Phytobia ipeii är en tvåvingeart som beskrevs av Singh och Tandon 1966. Phytobia ipeii ingår i släktet Phytobia och familjen minerarflugor. Inga underarter finns listade i Catalogue of Life.